# 코닌클리예크 TNT 포스트
코닌클리예크 TNT 포스트(Koninklijke TNT Post)는 네덜란드에 본사가 있는 물류 기업이다.대한민국에서는 경동합동택배와 업무제휴가되어있다.